# Вайпрехт фон Геминген (1608 – 1680)
Вайпрехт фон Геминген-Хорнберг (на немски: Weiprecht von Gemmingen zu Hornberg; * 21 октомври 1608 в Опенхайм; † 21 март 1680 в замък Хорнберг) е имперски фрайхер, благородник от стария алемански рицарски род Геминген в Крайхгау в Баден-Вюртемберг от линията „Б (Хорнберг) на фрайхерен фон Геминген“, господар на замък Хорнберг над Некарцимерн, в Трешклинген, Рапенау, Бабщат, Михелфелд и Волфскелен също бургман на Опенхайм, рицарски съветник в „рицарския кантон Крайхгау“ и от 1654 г. до малко преди смъртта си „рицар-хауптман“ на „рицарския кантон Оденвалд“.
Той е най-големият син на фрайхер Райнхард фон Геминген-Хорнберг „Учения“ (1576 – 1635) и първата му съпруга Анастасия фон Хелмщат (1579 – 1614), дъщеря на Еразмус фон Хелмщат († 1584) и Анна Агнес фон Фенинген († 1608). Баща му се жени втори път 1616 г. за Регина Блик фон Ротенбург (1597 – 1620) и трети път 1624 г. за Розина Мария фон Хелмщат († 1645). Брат е на Ханс Кристоф фон Геминген-Хорнберг († 1646) и Волфганг (1610 – 1658). Вайпрехт наследява Хорнбург, брат му Ханс Кристоф получава Михелфелд, брат му Волфганг получава Опенхайм.
След смъртта на майка му Вайпрехт е възпитаван от пфарер Вайнман в Бракенхайм. Вайпрехт и братята му учат в Щутгарт в Paedagogium illustre. Заедно с брат му Волфганг (1610 – 1658) той следва в университетите в Тюбинген и Лайден. Той следва геология, астрономия и изкуство, освен това той научава италиански, френски и испански. След следването му той пътува, но се връща при болния си баща. След това той влиза в регимента на граф фон Цилнхардт и след това е при граф Крафт фон Хоенлое, генералният губернатор на швабския и франкския рицарски окръг. След битката при Ньордлинген 1634 г. той напуска военната служба, за да се грижи за пострадалата си собственост през Тридесетгодишната война. След смъртта на баща му 1635 г., от когото наследява Хорнберг, той е избран за рицарски съветник на рицарския кантон Крайхгау и на рицарския кантон Оденвалд, от 1654 г. той е хауптман на кантон Оденвалд. През 1675 г. той наследява Рапенау с Трешклинген от Еберхард фон Геминген (1628 – 1675).
Той получава удар през 1678 г. и умира след две години в замък Хорнберг. Той е погребан в църквата на Некарцимерн.
След смъртта му синовете му първо управляват заедно и през 1688 г. се разделят.

## Фамилия
Вайпрехт фон Геминген се жени 1639 г. за Анна Бенедикта фон Геминген-Фюрфелд (* 14 юли 1614, Ешенау; † 25 октомври 1647, Хорнберг), дъщеря на Фридрих фон Геминген-Фюрфелд (1587 – 1634) и Анна Сибила Грек фон Кохендорф (1594 – 1671). Те имат пет деца:
- Ерфо фон Геминген-Хорнберг (1641 – 1688), женен за Мария Розамунда фон Либенщайн
- Вайпрехт фон Геминген (* 3 ноември 1642, Хорнберг; † 2 август 1702, Хайделберг), господар на Хорнберг, женен на 1 октомври 1681 г. за графиня Естер Катарина фон Гайерсберг-Остербург (* 1 октомври 1655, Регенсбург; † 3 юни 1689, Хайделберг)
- Уриел фон Геминген (* 25 март 1644, замък Хорнберг; † 31 май 1707), господар в Рапенау, женен за Естер Нотхафтин фон Хохберг († 1734)
- Райнхард фон Геминген (* 21 декември 1645, Некарцимерн; † 29 юли 1707, Базел), фрайхер Геминген-Хорнберг, женен на 1 маи 1673 г. в замък Хорнберг за Мария Елизабета фон Найперг (1652 – 1722)
- Еберхард фон Геминген-Хорнберг (1647 – 1648)

Вайпрехт фон Геминген-Хорнберг се жени втори път 1649 г. за фрайин Катарина фон Хоенфелд (*	27 декември 1608; † 20 януари 1665, Хорнберг), дъщеря на фрайхер Лудвиг фон Хоенфелд и Клара фон Найдек. Te imat dve deca:
- Лудвиг Фридрих фон Геминген-Хорнберг (*/† 1650)
- Клара Анастасия он Геминген-Хорнберг (1651 – 1732), омъжена за Георг Фридрих фон Шмидберг; тя става дворцова майстерка на принцеса Хедвиг София Датска

Вайпрехт фон Геминген-Хорнберг се жени трети път за Сабина фон Волмарсхаузен. Те нямат деца.